# Тракия (магистрала)
Вижте пояснителната страница за други значения на Тракия.
Автомагистрала „Тракия“, означена като А1, е автомагистрала в Южна България.
Тя свързва столицата София с град Бургас на брега на Черно море. Магистралата дублира републиканските пътища I-8 от София до Оризово, II-66 от Оризово до Сливен и I-6 от Сливен до Бургас. По нея преминават Европейските пътища E80 от София до Оризово и Е773 от Оризово до Бургас. Магистралата е част от Паневропейски транспортен коридор 8.
Общата дължина на автомагистрала „Тракия“ е 360 km, като последният участък е пуснат в експлоатация на 15 юли 2013 г.

## Име
Магистралата е именувана на историко-географската област Тракия, по чието протежение преминава.

## Изходи
| Изход | Име                    | km    | Дестинация                                                  | Платна | Забележка      |
| ----- | ---------------------- | ----- | ----------------------------------------------------------- | ------ | -------------- |
|       | Цариградско шосе       | 0     | Калотина, Кулата, Видин, Русе, Варна                        |        | В експлоатация |
|       | Равно поле             | 4,4   | Лозен, Равно поле                                           |        | В експлоатация |
|       | Нови хан               | 5,6   | София, Нови хан, Елин Пелин, Доганово                       |        | В експлоатация |
|       | Вакарел                | 23,4  | Вакарел, Панагюрище                                         |        | В експлоатация |
|       | Ихтиман                | 34,3  | Ихтиман                                                     |        | В експлоатация |
|       | Мухово                 | 46,3  | Ихтиман, Костенец, Мухово                                   |        | В експлоатация |
|       | Траянови врата (739 m) | 53,3  |                                                             |        | В експлоатация |
|       | Церово                 | 69,2  | Церово, Лесичово, Септември, Велинград                      |        | В експлоатация |
|       | Калугерово             | 80,1  | Динката, Калугерово, Лесичово                               |        | В експлоатация |
|       | Гелеменово             | 90,2  | Пазарджик, Панагюрище                                       |        | В експлоатация |
|       | Цалапица               | 112,3 | Цалапица, Съединение, Девин                                 |        | В експлоатация |
|       | Пловдив - Запад        | 119,7 | Пловдив, Девин, Чепеларе, Пампорово, Смолян (до и от запад) |        | В експлоатация |
|       | Бенковски              | 121   | Съединение, Пампорово, Смолян (до и от изток)               |        | В експлоатация |
|       | Пловдив - Север        | 126,3 | Пловдив, Хисаря, Карлово                                    |        | В експлоатация |
|       | Пловдив - Изток        | 133,1 | Пловдив, Стряма, Раковски                                   |        | В експлоатация |
|       | Трилистник             | 137,1 | ОП Трилистник, Трилистник, Раковски                         |        | В експлоатация |
|       | Белозем                | 150,3 | Шишманци, Белозем, Раковски                                 |        | В експлоатация |
|       | Плодовитово            | 165,2 | Плодовитово, Оризово, Първомай, Поповица                    |        | В експлоатация |
|       | Оризово                | 168,1 | Свиленград, Истанбул                                        |        | В експлоатация |
|       | Чирпан                 | 174   | Чирпан, Братя Даскалови                                     |        | В експлоатация |
|       | Свобода                | 184,7 | Чирпан, Стара Загора                                        |        | В експлоатация |
|       | Калояновец             | 203,5 | Стара Загора, Калояновец                                    |        | Планиран       |
|       | Стара Загора           | 208,2 | Стара Загора, Хасково                                       |        | В експлоатация |
|       | Стара Загора - Изток   | 221,9 | Стара Загора, Раднево                                       |        | Планиран       |
|       | Нова Загора            | 240   | Нова Загора, Раднево, ТЕЦ Марица Изток 2, Дядовска могила   |        | В експлоатация |
|       | Кермен                 | 261,4 | Кермен, Гълъбинци                                           |        | Планиран       |
|       | Ямбол                  | 275,4 | Ямбол, Сливен                                               |        | В експлоатация |
|       | Кабиле                 | 281   | Кабиле                                                      |        | В експлоатация |
|       | Зимница                | 289,4 | Ямбол, Шумен                                                |        | В експлоатация |
|       | Стралджа               | 298,6 | Стралджа, Воденичане                                        |        | Планиран       |
|       | Карнобат               | 323,8 | Екзарх Антимово, Карнобат, Средец                           |        | В експлоатация |
|       | Българово              | 352   | Българово, Камено, Слънчев бряг, Созопол                    |        | В експлоатация |
|       | Бургас - Запад         | 360   | Бургас, Миролюбово, Айтос, Слънчев бряг, Варна, Акве Калиде |        | В експлоатация |

## История
„Тракия“ е първата автомагистрала в България и има изключително значение за икономиката и транспорта на страната. На 19 май 1964 г. е взето решение за изграждането ѝ като част от автомагистрален пръстен, влючващ още автомагистралите „Хемус“ и „Черно море“.
Главни проектанти на „Тракия“ са инженерите Гавраил Гавраилов и Иван Коларов.

## Договори и тръжни процедури
На 16 декември 2004 г. е обявено, че правителството на Симеон Сакскобургготски е взело решение за доизграждане и отдаване на концесия на автомагистрала „Тракия“ на българо-португалския консорциум „Магистрала „Тракия“ АД за срок от 35 години (максималният позволен от закона срок). Концесионерът трябва да доизгради, експлоатира и поддържа автомагистралата, като за сметка на това той може да събира такси (ТОЛ такси) от преминаващите автомобили.
Договорът за автомагистрала „Тракия“ е подписан на 29 март 2005 г. между правителството и консорциума „Магистрала „Тракия““ АД. Сключването на този договор поражда един от най-големите политически скандали в периода 2005 – 2006 г. в България. Основните причини за това са непрозрачността и липсата на търг или конкурс при определяне на концесионера, както и твърденията, че договорът е изключително неизгоден за държавата.
В следващите 3 години са подписани няколко анекса към договора, но до изпълнението му така и не се стига и на 22 май 2008 г. правителството на Сергей Станишев прекратява действието на договора с мотива, че концесионерът не е изпълнил задължението си да осигури необходимото финансиране за изграждането и реконструкцията на пътните участъци от София до Бургас. Кабинетът възлага на Министерството на регионалното развитие и благоустройството и на Министерството на финансите да проучат други възможни форми за изграждане на участъка от Стара Загора до Карнобат.
През 2008 г. са обявени тръжни процедури за доизграждане на автомагистралата, които обаче са спрени след писмо от генералната дирекция „Вътрешен пазар и услуги“ на Европейската комисия.
В проведените през лятото на 2009 г. парламентарни избори изграждането на Автомагистрала „Тракия“ е една от основните теми в политическите дебати.

## Строителство
Строителството на автомагистралата започва през 1973 г. До промените през 1989 г. строителството се изпълнява предимно от „Пътни строежи“, но участват и войските на Министерството на транспорта.

### Изграждане: 1978 – 2010 (София – Оризово)
- През 1978 година са готови първите 10 км до отбивката за Нови хан.
- През 1984 година магистралата стига до Пловдив.
- През 1995 година правителството на Жан Виденов тегли заем от Европейската банка за възстановяване и развитие и на 17 ноември 1995 г. открива участък от 32 км между Пловдив и Оризово – от км 132 на автомагистралата до края на км 165 (по проект км 167+500) при пътен възел Плодовитово.[5]
- През юли 2000 година кабинетът на Иван Костов сключва финансов договор с Европейската инвестиционна банка на стойност 100 000 000 евро, с които да се изградят отсечките Оризово – Стара Загора и Карнобат – Бургас, с обща дължина 74 км. От българска страна съфинансирането е в размер на 140 000 000 евро.
- През 2001 година е пуснат в експлоатация пътен възел Оризово от км 165 до км 169+700 (по проект км 171), като км 165 от „Тракия“ съвпада с км 0 на автомагистрала „Марица“. Той включва 4 км от автомагистрала Тракия и 5 км от автомагистрала Марица. В следващите 10 години са извършени предпроектни проучвания на лотове 2, 3 и 4.[6] През 2019 г. са пренаредени километричните табели на автомагистрала „Марица“ и нулевият ѝ километър съвпада с км 168 на автомагистрала Тракия.
- През 2010 година правителството на Бойко Борисов започва строителството на последните отсечки по проект „Доизграждане на АМ „Тракия“, лотове 2,3 и 4“ с обща дължина 115 км, финансирани от Кохезионния фонд на Европейския съюз и държавния бюджет. Инвестицията е за 699 648 287,19 лв.

### Лот 1 Оризово – Стара Загора
Лот 1 е с дължина 38,6 км от км 171+500 до км 210+100.
- Подучастък 1 между пътен възел Оризово и Чирпан е въведен в експлоатация на 1 юли 2006 г. Той обхваща трасето от км 171 до края на км 186.
- Подучастък 2 между Чирпан и Стара Загора е въведен в експлоатация на 5 октомври 2007 г. Той обхваща магистралата от км 186 до км 208. Първоначално този подучастък завършва в началото на км 208 с временно кръгово кръстовище на Републикански път I-5 на около 5 км южно от Стара Загора. При изграждането на лот 2 от магистралата кръстовището е трансформирано в пътен възел тип пълна детелина. Крайната цена на участъка е 198 160 000 лв.[7]

### Лот 2 Стара Загора – Нова Загора
Лот 2 е с дължина 31,8 км от км 210+100 до км 241+900. Пътят е с габарит А29 и проектна скорост 140 км/ч. Изградени са 1 пътен възел и 19 големи съоръжения – 14 надлеза и 5 моста.
- На 12 ноември 2009 г. министърът на регионалното развитие в правителството на Бойко Борисов – Росен Плевнелиев, обявява началото на тръжната процедура за избор на изпълнител на лот 2 от Aвтомагистрала „Тракия“. Строителството започва през юни 2010 г. Срокът за изпълнение е 25 месеца – юли 2012 г.[8]
- На 8 април 2010 г. е издадено разрешително за строеж.
- На 23 април 2010 г. е подписан договор за строително-монтажни работи с Обединение ”Магистрала Трейс” ДЗЗД с водещ партньор „Трейс Груп Холд“ АД. Стойността на договора е 137 868 000 лв. с ДДС.
- На 28 май 2010 г. е подписан договор за строителен надзор с „Пътинвест-инженеринг“ АД като стойността на договора е 1 349 578,80 лв. с ДДС.
- На 1 юли 2012 г. лотът е официално открит.[9]

### Лот 3 Нова Загора – Ямбол
Лот 3 е с дължина 35,697 км от км 241+900 до км 277+597. Пътят е с габарит А29 и проектна скорост 140 км/ч. Изградени са 17 големи съоръжения – 12 надлеза, 4 подлеза и 1 мост.
- На 8 юни 2010 г. за изпълнител е обявена гръцката фирма „Актор“, която предлага цена от 133 973 906,02 лв. с ДДС.
- На 14 юли 2010 г. е подписан договор за строително-монтажни работи с „Актор“.
- На 29 юли 2010 г. е подписан договор за строителен надзор с Обединение „Т7 / СНИК“, като стойността на договора е 1 077 240 лв. с ДДС.
- На 2 август 2010 г. е направена първа копка. Срокът за изпълнение е 25 месеца – септември 2012 г.[10]
- На 12 юли 2012 г. лотът е официално открит.[11]

### Лот 4 Ямбол – Карнобат
Лот 4 е с дължина 49,08 км от км 276+200 (съвпада с км 277+597 на Лот 3) до км 325+280, като първият подучастък (от Ямбол до Зимница) е дълъг 14,8 км, а вторият (от Зимница до Карнобат) е с дължина 34,28 км. Пътят е с габарит А29 и проектна скорост 140 км/ч. Изградени са 3 пътни възела както и 27 големи съоръжения – 12 надлеза, 11 подлеза и 4 моста.
- На 6 юни 2010 г. са отворени техническите оферти.
- На 29 юни 2010 г. са отворени ценовите оферти на техническите оферти.
- На 31 август е подписан договорът за строителството на участъка – сдружение „Тракия IV“, съставено от девет български фирми, повечето от които са на „Холдинг Пътища“.[15] Договорената стойност е 209 646 000 лв. (официално цената е обявена без ДДС – 174 705 000 лв.). По време на строежа се установява, че от намиращите се в близост напоителни канали изтича вода.
- На 31 август е подписан договорът за строителен надзор с Дружество по ЗЗД „План инвест – Пловдивинвест – ЛОТ4“, като стойността на договора е 974 400 лв. с ДДС.
- Първата копка е направена на 3 септември 2010 г. Срокът за изпълнение е 28 месеца – януари 2013 г.[16]
- През юли 2011 г. правителството отпуска 13 млн. лева на „Напоителни системи“ за отстраняване на проблема.[17] Към октомври 2011 г. строителството на този участък е около 50% от предвиденото.[18]
- Първият подучастък на лота е официално открит на 26 август 2012 г.,[19] а вторият – на 15 юли 2013 г[1]

### Лот 5 Карнобат – Бургас
Лот 5 е с дължина 35,288 км от км 328+280 до км 360+568 при пътния възел на бургаския кв. Ветрен и първокласния път Бургас – Айтос. Участъкът е в експлоатация от 2 ноември 2006 г. и е с крайна цена 150 266 000 лв. По-ниската цена от лот 1 се дължи на факта, че е започнат в края на 80-те години на 20-и век.

## Допълнителни пътни възли
След завършването на магистралата с течение на времето става ясно, че броят на пътните връзки по новите лотове не е достатъчен. Поради тази причина в общественото пространство се заговаря за построяване на допълнителни пътни възли за улесняване достъпа от и до магистралата на нуждаещите се населени места. Тези пътни възли са:
- Връзка на магистралата с общински път при км 203+500, обслужваща село Калояновец и Стара Загора.
- Връзка на магистралата с Републикански път II-57 при км 221+900, обслужваща Стара Загора, Раднево и енергийния комплекс Марица Изток. За тази връзка, заедно с предходната, се говори още от завършването на лот 1 [20], но към декември 2021 няма нито изготвен проект, нито осигурено финансиране.
- Връзка на магистралата с Републикански път III-6601, обслужваща Кермен и Гълъбинци.[21][22] На 8 август 2022 е пусната обществена поръчка за изработване на технически проект и ПУП-Парцеларен план.[23]
- Връзка на магистралата с Републикански път III-707 при км 298+600, обслужваща град Стралджа и село Воденичане [24]. Според инвестиционното намерение връзката ще съкрати пътя от Бургас към Русе и ще отвори нови възможности пред град Стралджа. Към 7 юни 2022 г. има изготвен проект, както и изработен ПУП [25]. Строителството все още не е започнало [26]. На 10 май 2024 г. е издадена заповед за одобрение на ПУП.

## Магистрални връзки
- АМ „Тракия“ се свързва с АМ „Марица“ при изградения пътен възел Оризово.
- АМ „Тракия“ ще прави връзка с АМ „Черно море“ чрез пътен възел Ветрен и ще прави връзка с град Варна.
- Планира се АМ „Европа“ да прави връзка с Република Сърбия при ГКПП Калотина, след разширението на северната дъга на околовръстния път на София. От сръбска страна магистралата Ниш-Димитровград и българска граница е завършена ноември 2019 година.
- Планира се изграждане на АМ „Рила“, която ще осъществява пряка връзка между АМ „Струма“ и АМ „Тракия“, ще се свърже с АМ „Тракия“ на две места – при Вакарел с продължение към Потоп и при пътен възел Мирово близо до Ихтиман.
- Път E87 в участъка Бургас – Созопол е изграден като високоскоростен път и е вероятно да стане продължение на автомагистрала „Тракия“ или „Черно море“.
- Планира се изграждането на магистрален път между Пловдив и Асеновград чрез разширяването на участък от второкласен път 86 (Южен околовръстен път на Пловдив – Асеновград – Пампорово – Смолян).[27]
- Съществуват планове за строителство на тунели под Троянски проход и Шипченски проход, при което могат да бъдат изградени връзки до АМ „Тракия“ от Пловдив до Карлово и Кърнаре или от Стара Загора до Казанлък и Шипка.
- Съществуват и планове за пряк магистрален път за връзка на Егнатия Одос и АМ „Черно море“ с участък между Капитан Андреево и Ямбол.

## Инфраструктура

### Тунели

#### Траянови врата
- Проектиран 1970 г.
- Съоръжението е построено през 70-те години на 20 век
- Дължина на тунела: тръба София – Пловдив 739 m, тръба Пловдив – София 746 m
- Светла широчина на всяка тръба – 12,5 m
- Напречно сечение на тръба – 78 m2

### Виадукти

#### Вакарел
- Виадуктът е близо до с. Вакарел и е висок над 100 метра
- Две успоредни конструкции, всяка по 14 метра
- Носеща конструкция – стоманобетонна

## Галерия
- Магистрала „Тракия“ край Вакарел
- Магистрала „Тракия“ при разклона Вакарел-Панагюрище
- Магистрала „Тракия“ край Ихтиман
- Възел „Пловдив - Север“
- Магистрала „Тракия“ край Нова Загора
- Магистрала „Тракия“ край Бургас

## Любопитно
- От пълното отваряне на Лот 1 през октомври 2007 г. до юни 2010 г. маркировката на всички километри след 184-тия е сгрешена. Използвани са проектните маркировки в последните няколко километра, затова след 184-ти km следва направо 187-и km, а последната табела при кръговото кръстовище е с номер 210. През юни 2010 тази грешка е поправена и магистралата вече завършвала при 208 km.